# George Roy Hill
Pour les articles homonymes, voir George Hill et Hill.
George Roy Hill est un réalisateur, scénariste et producteur américain, né le 20 décembre 1921 à Minneapolis (Minnesota) et mort le 27 décembre 2002 à New York.
Il a reçu l'Oscar du meilleur réalisateur pour le film L'Arnaque (The Sting).

## Biographie

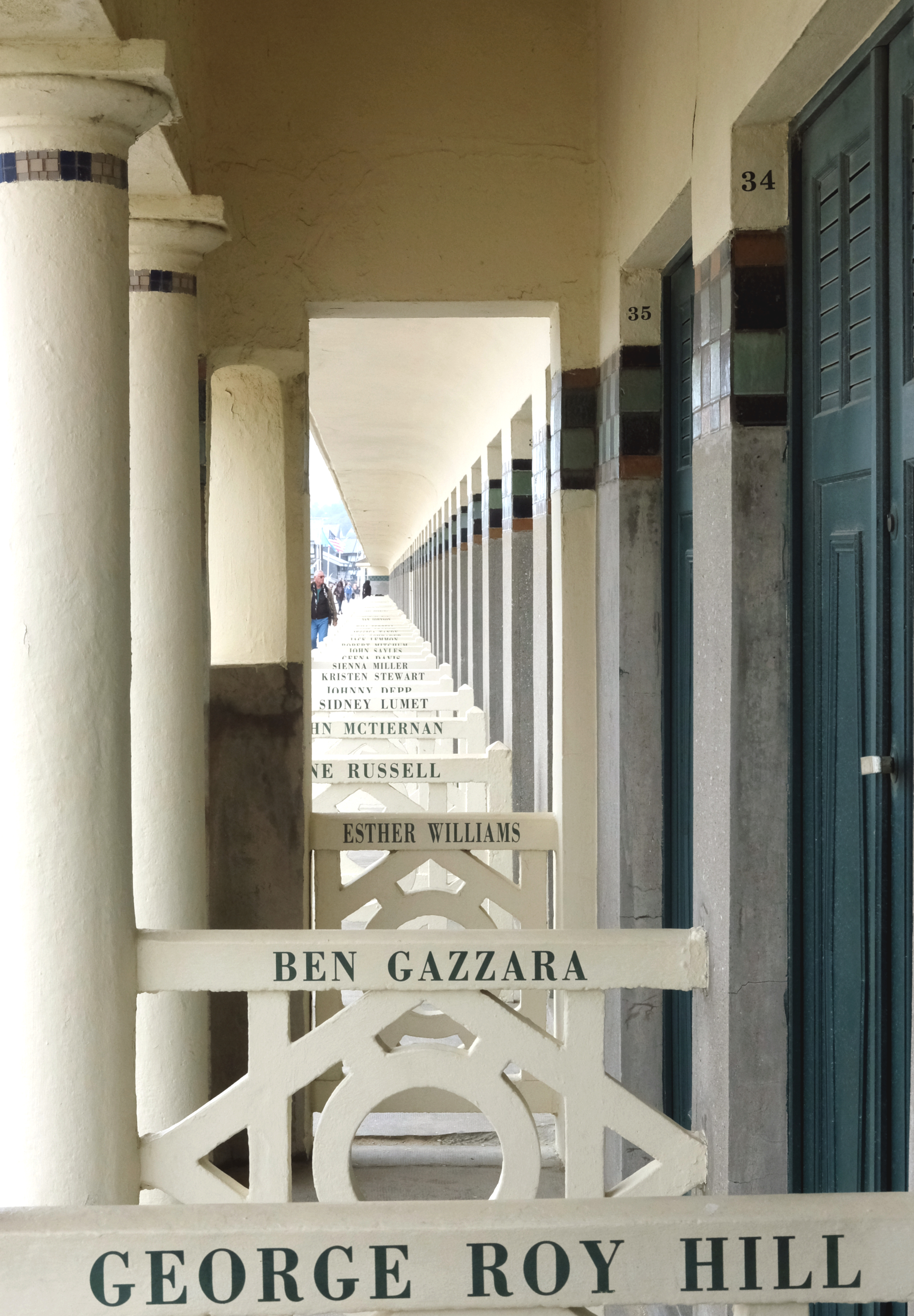
Cabine de Deauville au nom George Roy Hill.

De 1951 jusqu'à son divorce en 1971, il est marié à l'actrice Louisa Horton (1924-2008).

## Filmographie

### Réalisateur
- 1962 : L'École des jeunes mariés (Period of Adjustment)
- 1963 : Le Tumulte (Toys in the Attic)
- 1964 : Deux copines, un séducteur (The World of Henry Orient)
- 1966 : Hawaï (Hawaii)
- 1967 : Millie (Thoroughly Modern Millie)
- 1969 : Butch Cassidy et le Kid (Butch Cassidy and the Sundance Kid)
- 1972 : Abattoir 5 (Slaughterhouse - five)
- 1973 : L'Arnaque (The Sting)
- 1974 : La Kermesse des aigles (The Great Waldo Pepper)
- 1977 : La Castagne (ou Lancer frappé au Québec) (Slap Shot)
- 1979 : I love you, je t'aime (Little Romance)
- 1982 : Le Monde selon Garp (The World According to Garp)
- 1983 : La Petite Fille au tambour (The Little Drummer Girl)
- 1988 : Funny Farm

### Scénariste
- 1969 : Butch Cassidy et le Kid (Butch Cassidy and the Sundance Kid)
- 1974 : La Kermesse des aigles (The Great Waldo Pepper)

### Producteur
- 1982 : Le Monde selon Garp (The World According to Garp)
- 1974 : La Kermesse des aigles (The Great Waldo Pepper)

### Dialoguiste
- 1979 : I love you, je t'aime (A Little Romance)